# 임찬
임찬(본명: 임창빈, 1993년 7월 18일 )은 대한민국의 가수이다. 별명은 청주의 아들이다.

## 데뷔
- 2014년 MBC에서 방송된 예능프로그램 진짜사나이에 출연하였으며 전역 후 2018년 11월 13일 싱글앨범 <어머니의 트로트>로 데뷔했다.

## 학력
- 중앙대학교 연극학과 학사

## 자격
- 2020.11.23. 레크리에이션지도자 1급

## 앨범
- 2018.11.13. 싱글 <어머니의 트로트>
- 2019.03.08. 싱글 <사랑이 묘하다>
- 2020.07.24. 싱글 <누나야 나야>
- 2020.07.29. 싱글 <접어놓은 편지>

## 공연
- 2015.10.08 ~ 2016.01.31. <화랑> (브로드웨아트홀 3관)

## 수상
- 2018년 <제16회 추풍령가요제> 대상

## 방송
- 2014년 MBC 《진짜 사나이》 (당시 수도기계화보병사단 일병으로 출연)
- 2019년 KNN 《골든마이크》
- 2021년 MBN 《보이스킹》
- 2022년 KBS1 《아침마당》
- 2022년 TV조선 《미스터트롯2 - 새로운 전설의 시작》
- 2024년 TV조선 《미스터트롯3》

## 여담
- 미스터트롯3에서 명동 주현미가 나오고 닉네임에서 청주의 아들로 적혀있었다.